# Gallinago solitaria
Il beccacino solitario (Gallinago solitaria, Hodgson 1831) è un uccello della famiglia degli Scolopacidae dell'ordine dei Charadriiformes.

## Sistematica
Gallinago solitaria ha due sottospecie:
- G. solitaria japonica
- G. solitaria solitaria

## Distribuzione e habitat
Questo uccello vive in gran parte dell'Asia, dalla Turchia a ovest al Giappone a est, e dalla Russia a nord all'India a sud. Raro in Indocina (presente solo in Myanmar), di passo in Arabia Saudita.